# Зюдеренде
Зюдеренде (нем. Süderende) — община в Германии, в земле Шлезвиг-Гольштейн. Входит в состав района Северная Фрисландия. Подчиняется управлению Фёр-Амрум. Население составляет 186 человек (на 31 декабря 2010 года). Занимает площадь 2,59 км².
Официальным языком в населённом пункте, помимо немецкого, является севернофризский.

## Население
| Год  | Численность | Численность |
| ---- | ----------- | ----------- |
| 2018 | 182         | […]         |
| 2019 | 174         | [ 5 ]       |
| 2021 | 174         | [ 6 ]       |
| 2022 | 177         | [ 7 ]       |
| 2023 | 185         | [ 2 ]       |